# بارون (أفغانستان)
بارون (بالفارسية: پارون)، وتسمى أيضًا برازون وبراسونغول، هي بلدة صغيرة أفغانية وهي عاصمة ولاية نورستان ومقاطعة بارون. يبلغ عدد سكان مدينة بارون 1،647 نسمة. لديها مقاطعة واحدة ومساحتها الإجمالية تُقدر بـ 350 هكتار. إجمالي عدد المساكن في بارون هو 183.

## التاريخ
وفقًا للأنباء التي نُشرت في عام 2007، كان حاكم ولاية نورستان يخطط لإنشاء مدينة يبلغ عدد سكانها حوالي 20 ألف نسمة في بارون. وهذا يجعلها «أول مدينة في نورستان». وأشار التقرير إلى بدء بعض أعمال البناء.
في 15 أغسطس 2021، استولى مقاتلو طالبان على بارون، لتصبح العاصمة الإقليمية الثانية والثلاثين التي استولت عليها طالبان كجزء من هجوم طالبان الأوسع في عام 2021.

## جغرافيا

### القرى التابعة
يوجد في بارون 6 قرى: أشتوي وبرونز ودوا و كوشتيكي و تسوتسوم وبشكي. تقع على مسافة 20 كم من الشمال إلى الجنوب على طول نهر بارون. أشتوي، أعلى القرى، تقع على ارتفاع 2850 مترًا فوق مستوى سطح البحر، بينما تقع قرية بشكي، وهي أدنى القرى، على ارتفاع 2500 متر فوق مستوى سطح البحر.

### شغل الأراضي
بارون هي قرية حضرية في شمال شرق أفغانستان بمساحة 350 هكتارًا و 183 مسكنًا فقط. غالبية أراضي بارون حرجية (54٪) تليها الزراعية (33٪). تمثل الأراضي المبنية 7٪ فقط من إجمالي استخدامات الأراضي. ولكن على عكس العديد من المدن الأخرى، لا يوجد في بارون أي أرض قاحلة و4 هكتارات فقط من الأراضي الشاغرة.

## اللغات
يتم التحدث بلغة الواسي واري ‏ أصلاً في بارون، بينما تُفهم لغة كامكاتا فيري والباشتوية والدرية أيضًا. يتحدث الكجر ‏ في بارون أيضًا لغتهم الأم، والمعروفة باسم اللغة الكجرية.